# Sint-Vituskerk (Bussum)
De Sint-Vituskerk aan de Brinklaan 115 in Bussum is een kerkgebouw dat tot 1982 de functie van katholieke kerk had en is een rijksmonument.

## Geschiedenis
Oorspronkelijk stond op deze plek waar de kerktoren nu is en het plein ervoor, aan de Brinklaan een kleinere kerk, de Waterstaatskerk van de Sint-Vitusparochie, gebouwd in 1844. Deze werd door de toename van de inwoners en toename van de Rooms-Katholieken in Bussum te klein en heeft plaats gemaakt toentertijd voor de huidige kerk. De later gebouwde St.-Vituskerk is "ge-orienteerd" d.w.z. dat het priesterkoor (absis) op het oosten (=oriënt) ligt.

## Kerkgebouw
Deze neogotische basiliek werd gebouwd rond 1884 naar een ontwerp van architect Pierre Cuypers die zijn ontwerp baseerde op de Broederenkerk in Zutphen. De toren uit 1896 is in grote lijnen een kopie van de kerktoren van Eemnes-Buiten en is uitgevoerd door Joseph Cuypers. In een latere fase zijn de vier hoekpinakels die op de kerktoren stonden verwijderd. De kerk werd na de sluiting in 1982 als kerkgebouw gebruikt, als zaal voor evenementen. In 1988 brak er een brand uit, waardoor het interieur, waaronder het orgel, deels beschadigd raakte. Hierna stond het gebouw jarenlang leeg.

### Doopkapel
Bij de hoofdentree is links nog de originele gerestaureerde doopkapel aanwezig, echter zonder de daarbij horende doopvont. In deze kapel uit 1938, die ontworpen is door architect G.J. Vos zijn tien voorstellingen in seccotechniek aangebracht door de Bussumse kunstenaar Arnold Pijpers, later zijn deze gerestaureerd in 2012 door Peer van Eeden, zoon en kunstenaar van de voormalige koster van de St.-Vituskerk. De muurschilderingen stellen episodes uit het Oude en Nieuwe Testament voor, met een verwijzing naar de helende/reinigende/verlossende kracht van water.

### Glas-in-loodramen
Van de originele glas-in-loodramen zijn de meeste verwijderd, er waren zestien gebrandschilderde ramen geplaatst in het schip van de kerk. Zij verbeeldden de verdrijving van Adam en Eva uit het Paradijs.
Boven de ingang van de kerk is een aantal glas-in-loodramen bewaard als aandenken aan de vroegere situatie.

### Pastorie
De vroegere pastorie aan de brinklaan 117 is deels nog een onderdeel van de oudste kerk die eraan vast stond en is waarschijnlijk een van de oudste gebouwen van Bussum.

## Huidige status
In 2003 werden er met behoud van de status als rijksmonument, 32 appartementen in het gebouw en de kerktoren gerealiseerd. De aangebouwde Mariakapel die dateert uit 1925 is nu in gebruik als ruimte voor de verwarmingsapparatuur van het gebouw.

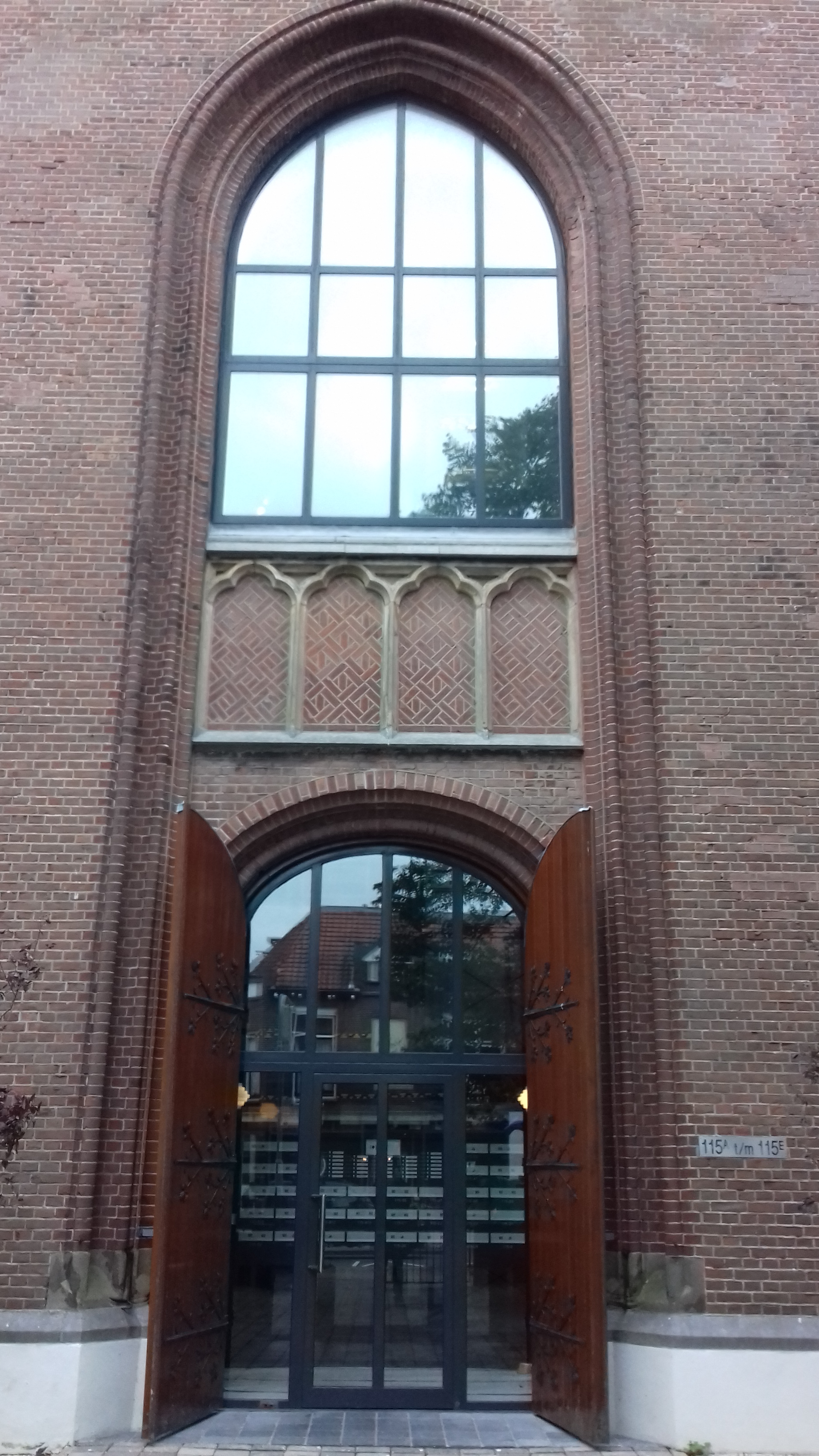
Hoofdentree
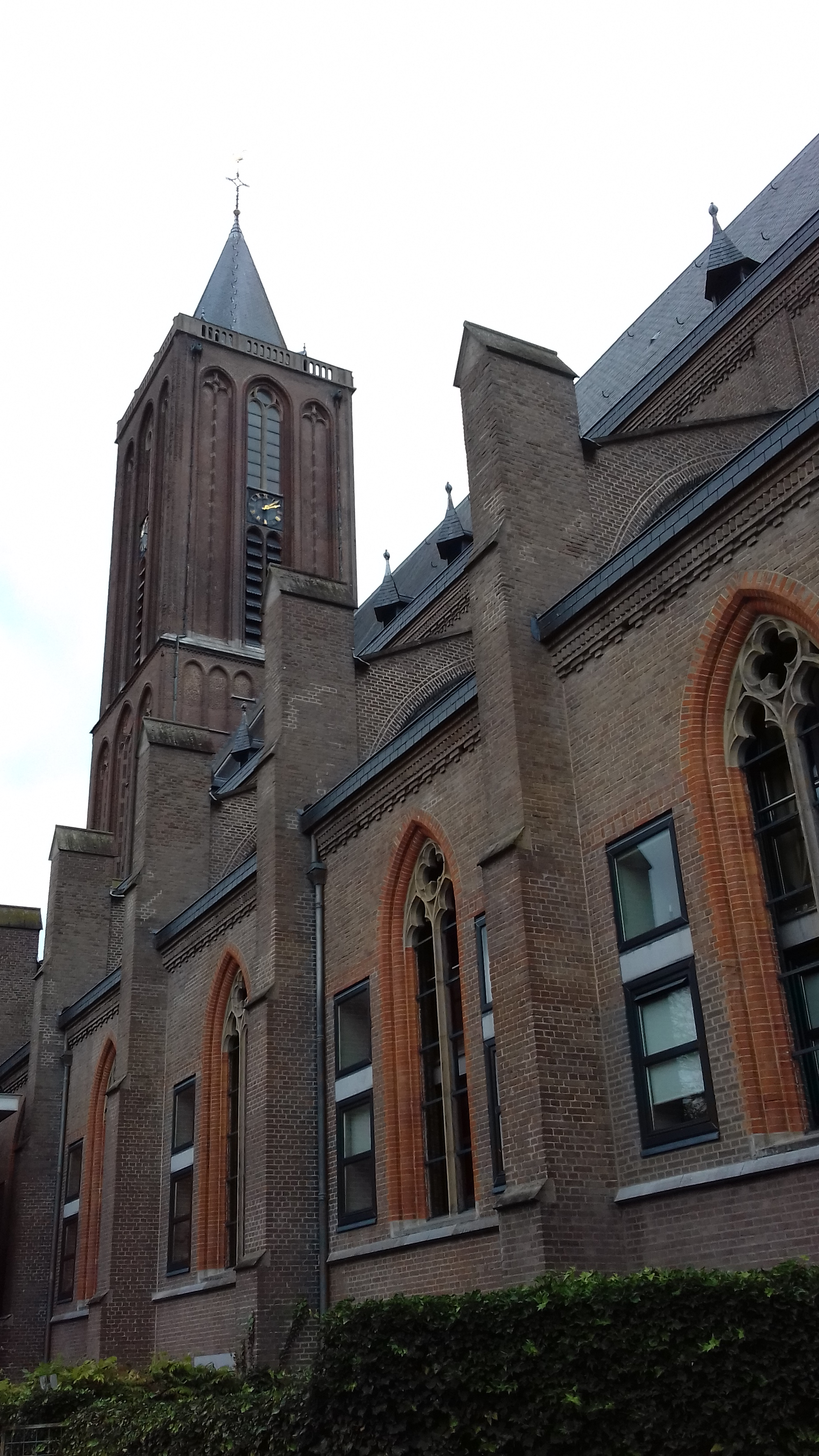
Zijaanzicht
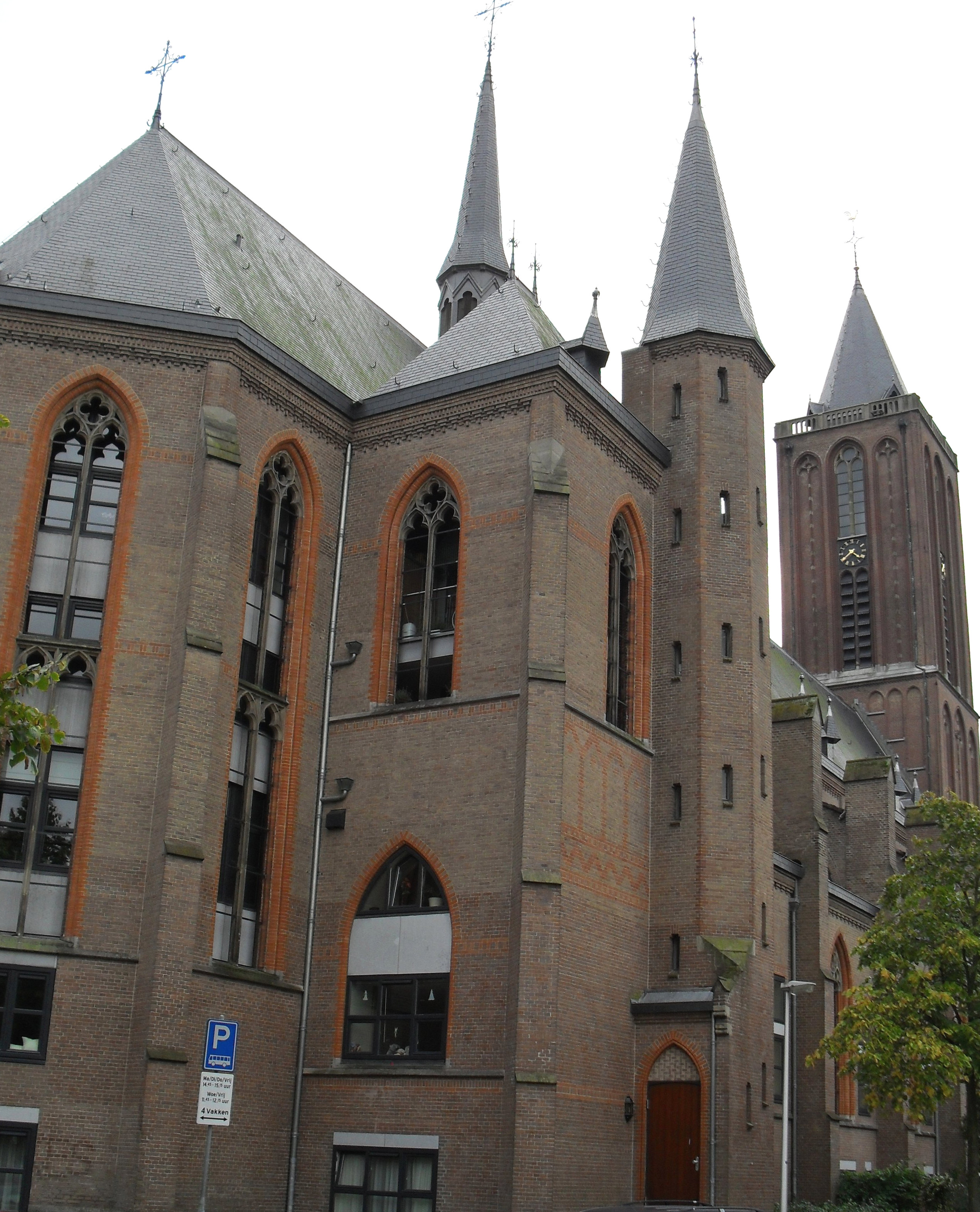
Achterzijde
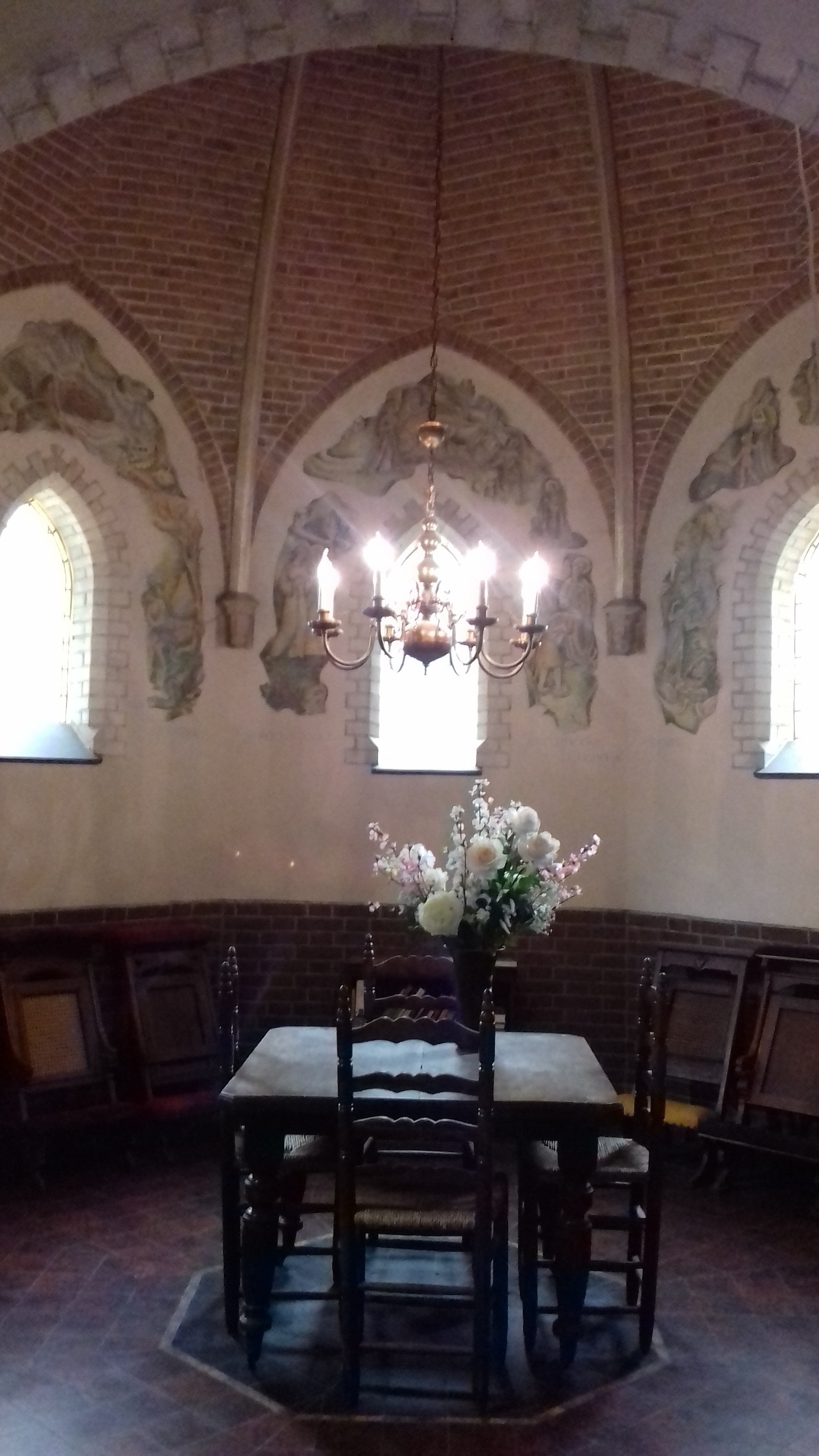
Doopkapel
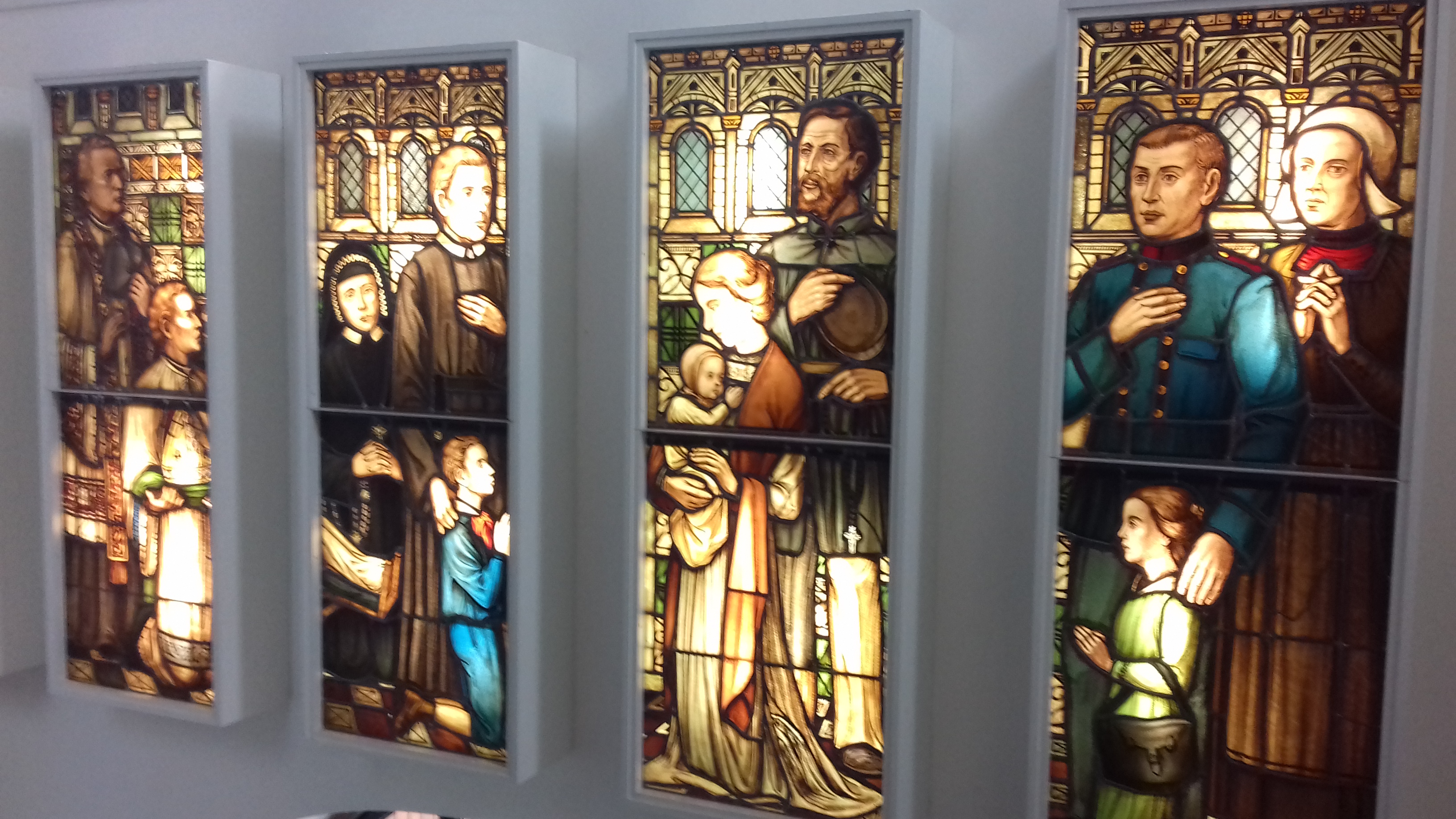
Glas-in-loodramen
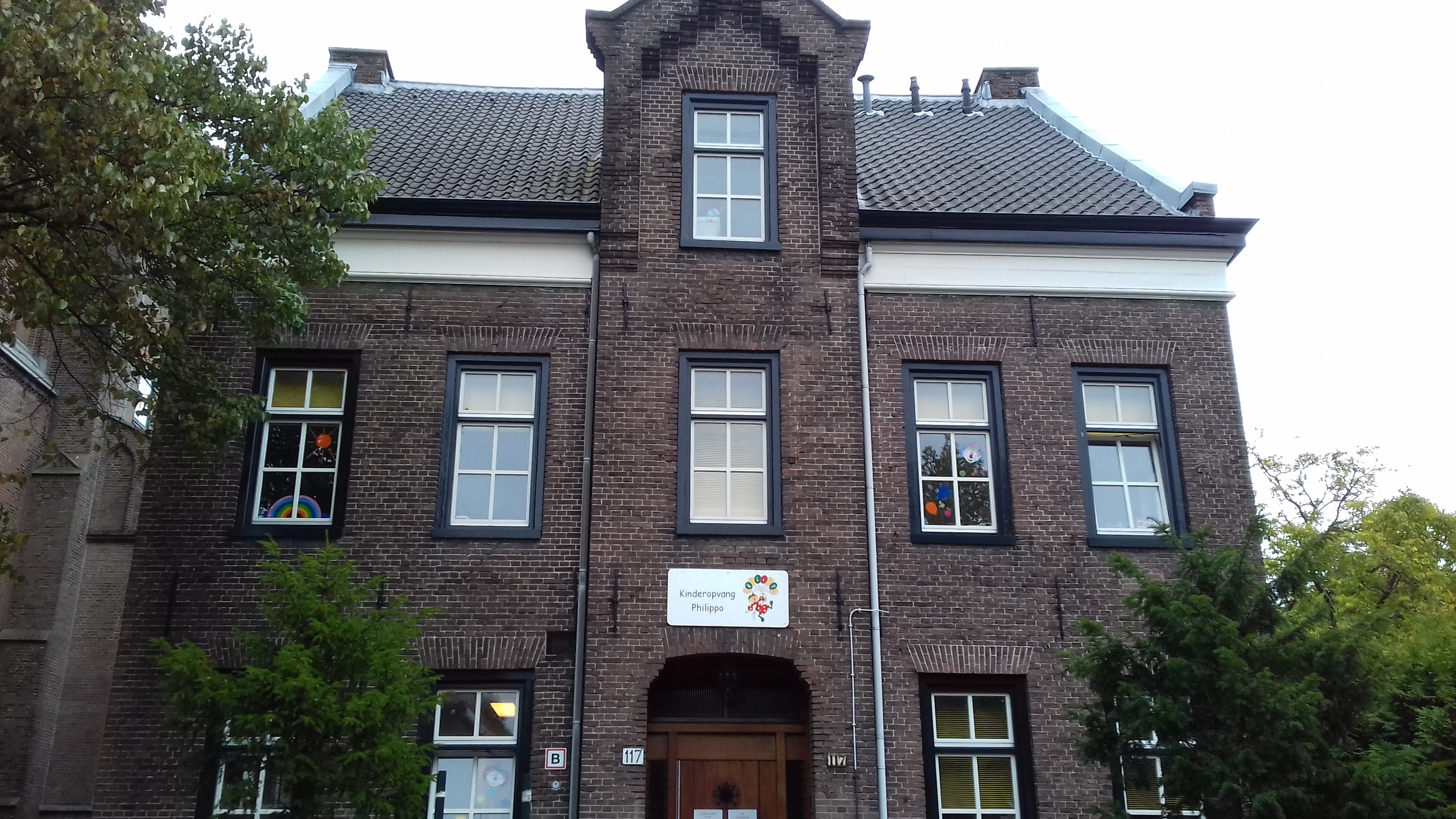
Oude Pastorie
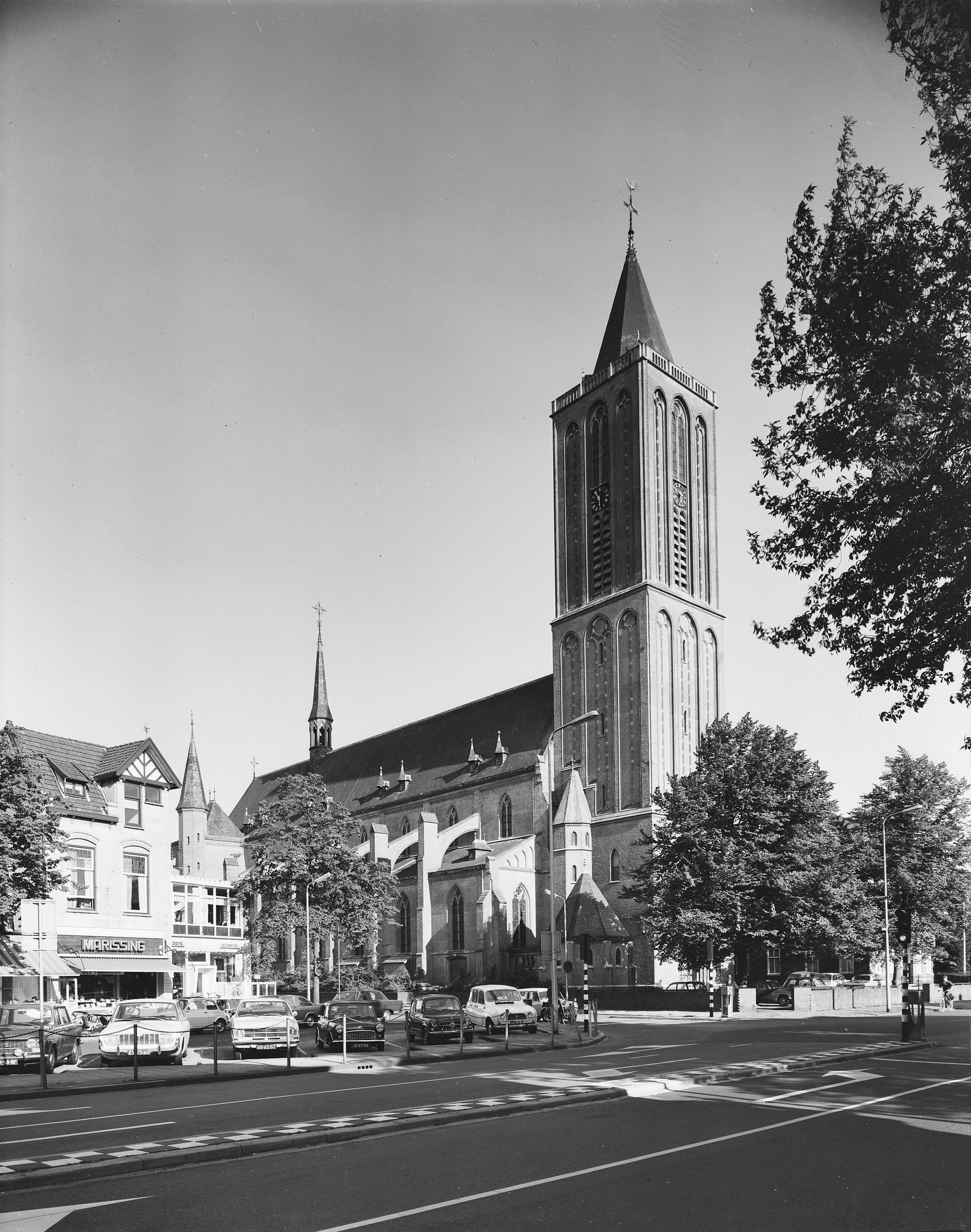
Exterieur anno 1969
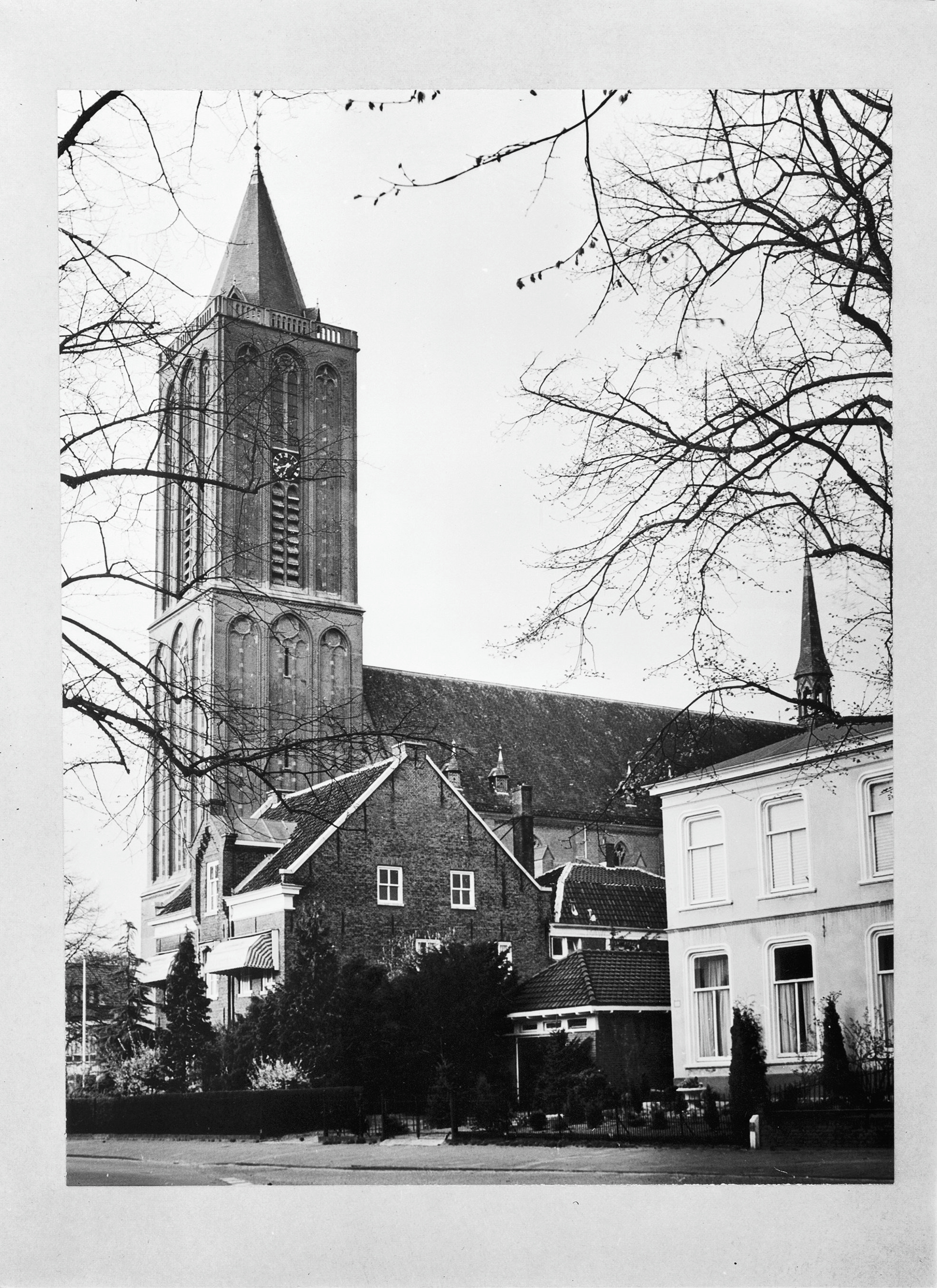
Exterieur anno 1970
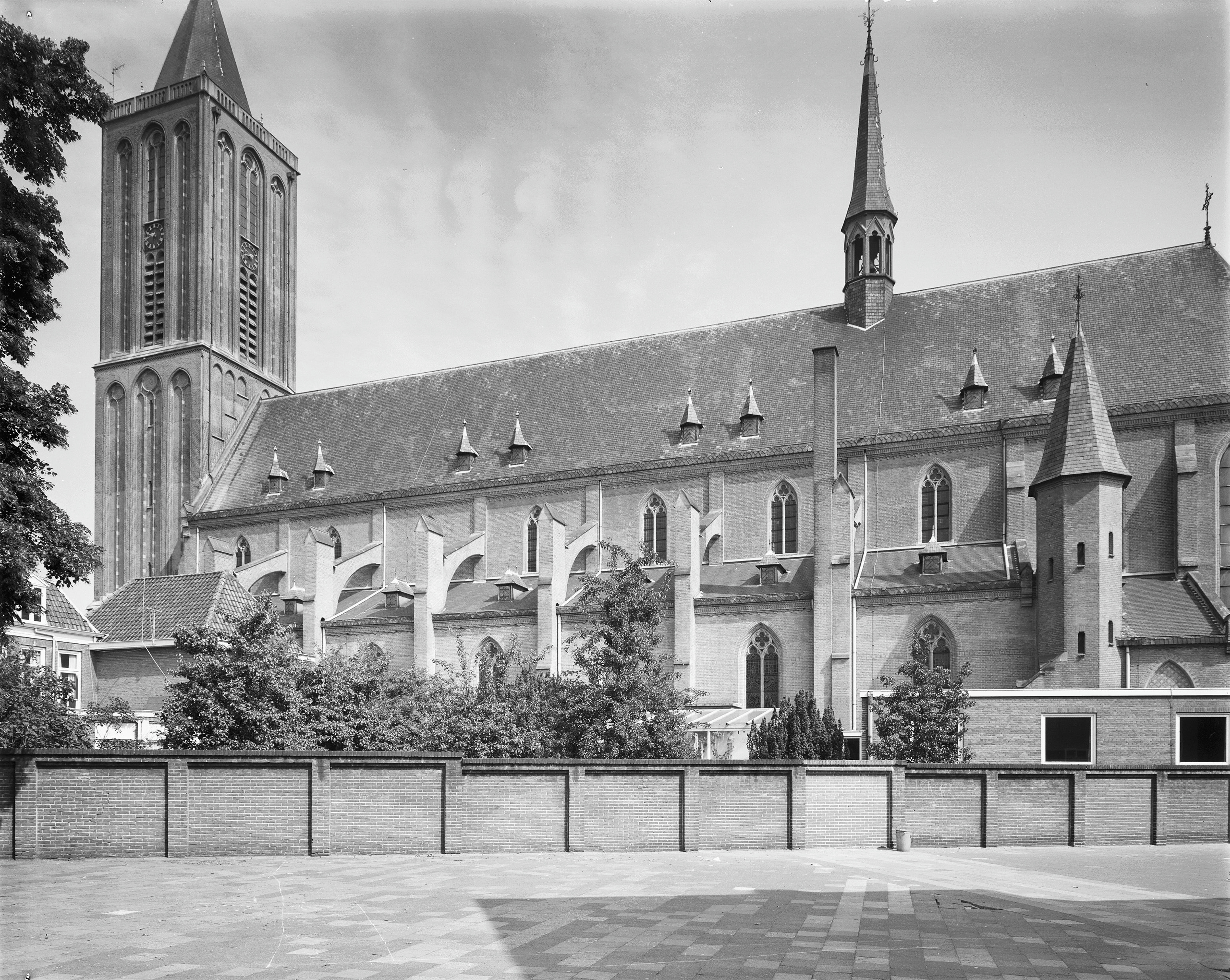
Exterieur anno 1971
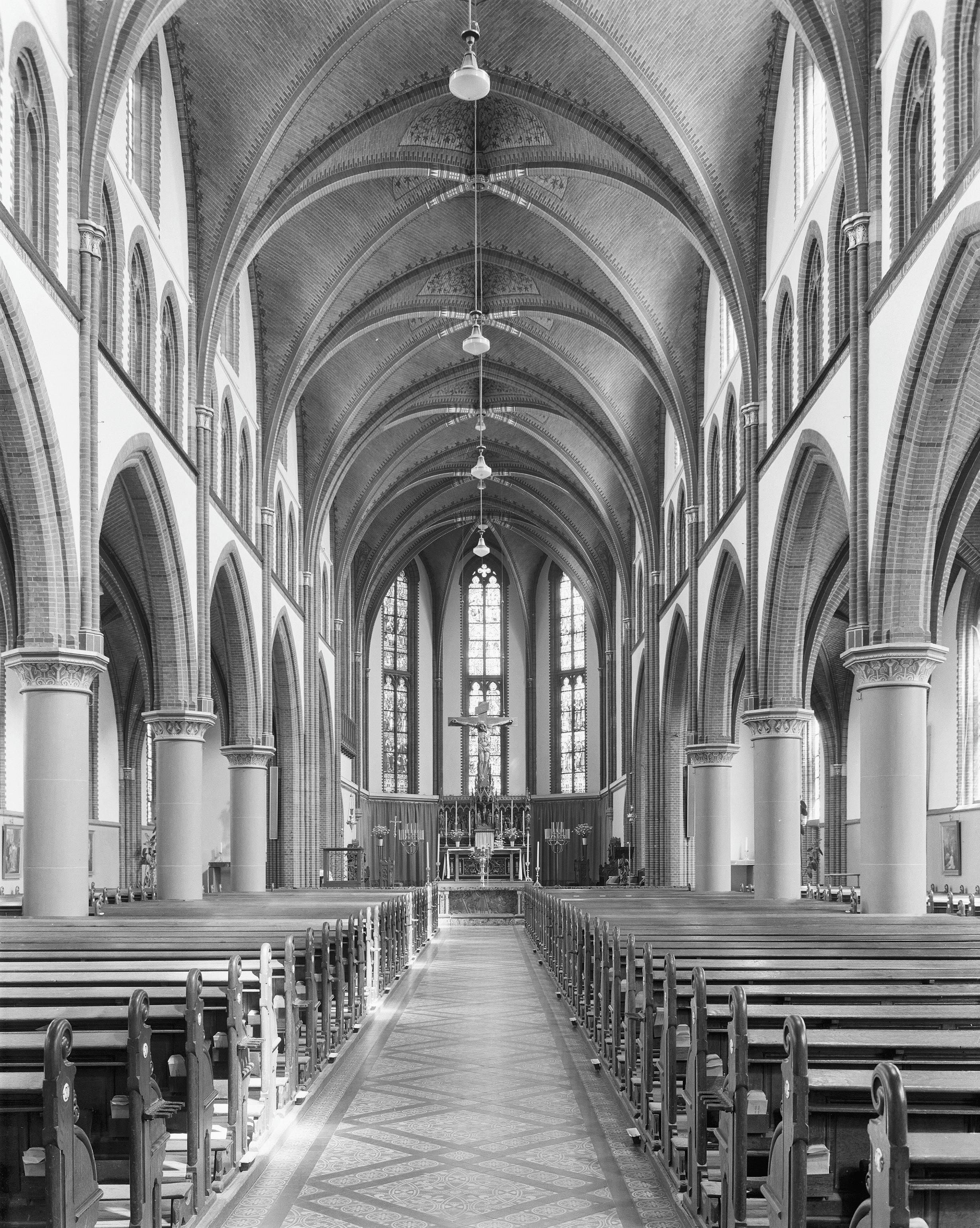
Interieur anno 1969
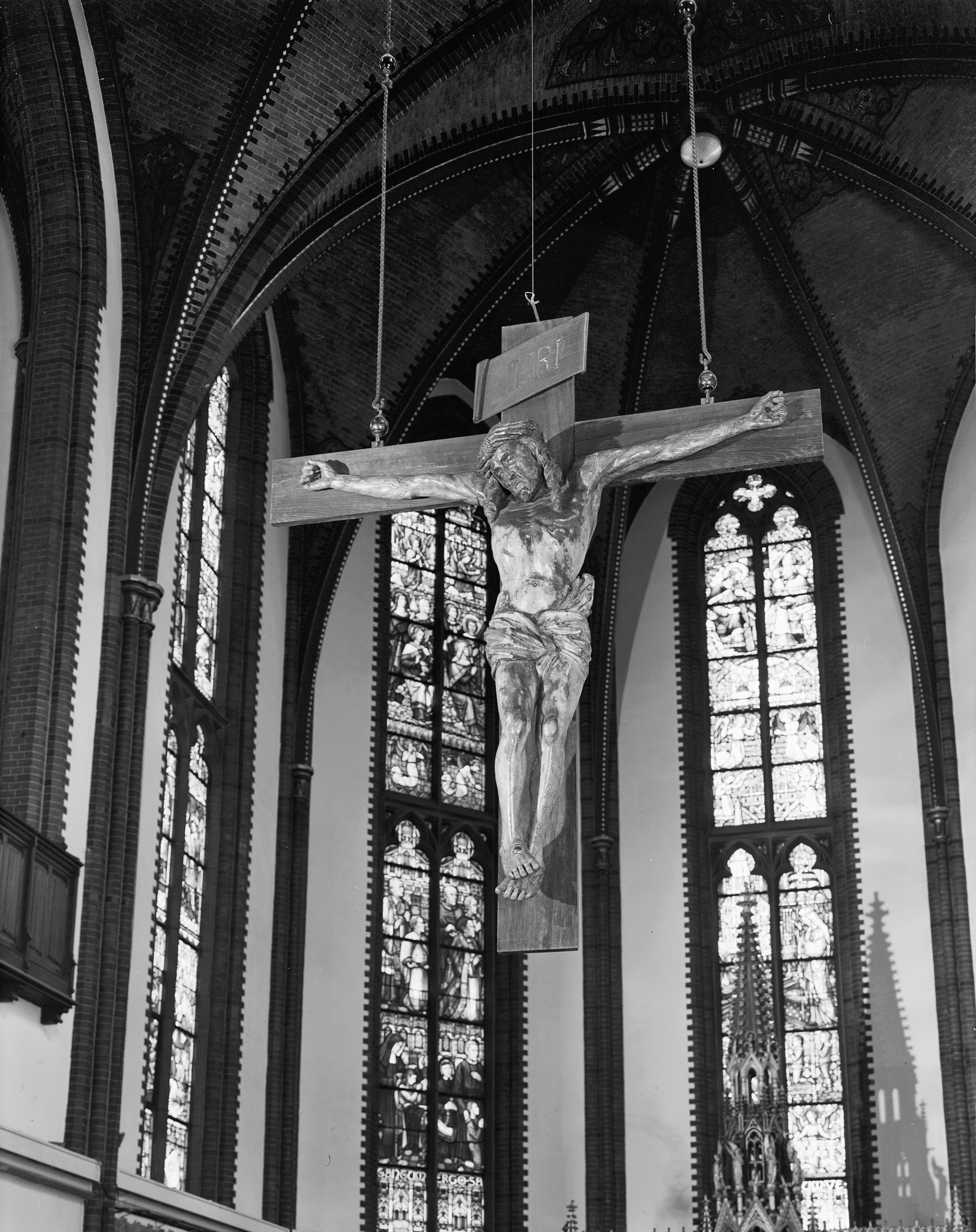
Interieur anno 1969